# Титию
Титию Ямбалу Фелиция Джа (на шведски: Titiyo Yambalu Felicia Jah; родена на 23 юли 1967 година), по-известна само като Титию, е шведска певица.

## Кратка биография
Титию е дъщеря на барабаниста Ахмаду Джа, който е от Сиера Леоне, и шведската художничка Майлин Бергстрьом (позната като Моки Чери). По-голямата ѝ сестра е известната певица Нене Чери (Neneh Cherry), а по-малкият ѝ брат е певецът Игъл Ай Чери (Eagle-Eye Cherry). Пастрок ѝ е тромпетистът Дон Чери, който заедно със семейството си пътува изключително много. Титию израства в град Солна, Швеция.
Титию има дъщеря Феми (родена през 1992 г.) от бившия си приятел Магнус Фрикберг, който е продуцент на албумите ѝ.

## Музикална кариера
Титию открива своя певчески талант с помощта на сестра си Нене, която я кани да пее заедно с нея в едно музикално студио в Лондон. Нене Чери, приема името на втория им баща, но Титию запазва фамилията си.
Джа е била беквокал на доста известни шведски изпълнители, сред които Army of Lovers и Jakob Hellman.
През 1990, Титию издава едноименния си дебютен албум, Сингълът „My Body Says Yes“, се превръща в хит в Северна Америка, а „Man in the Moon“ влиза в шведските класации.
Впоследствие още 3 нейни сингъла влизат в британските класации:
- 1990: „After The Rain“, достига 60 място, остава за 3 седмици
- „Flowers“ достига за 1 седмица 71 място
- 1994: „Tell Me I'm Not Dreaming“ се изкачва до 45 позиция, оставайки за 2 седмици

Към края на 90-те успехът ѝ започва да намалява.

## Завръщане
През 2001 година Титию се завръща на музикалната сцена с успешния си албум „Come Along“, който включва и най-големия ѝ хит до този момент „Come Along“. Албумът е плод на съвместната ѝ работа с Петер Свенсон от The Cardigans и Йоаким Берг от групата Kent.
Албумът и заглавната песен от него достигат номер едно в шведските класации. Във Франция и Германия успяват да влязат в топ 20. Албумът се оказва доста успешен и в Швейцария, където стига до 25 място и се задържа 14 седмици; едноименната песен се нарежда на 22 място, оставайки в класациите за 32 седмици. Вторият сингъл 1989, достига в шведските класации 83 място и се задържа за 3 седмици.
През 2004 година Титию издава албум с най-големите си хитове, заедно с няколко нови песни. Една от тях е „Loving Out of Nothing“, която влиза в скандинавските класации в началото на 2005.
Титию е награждавана четири пъти с шведската музикална награда Грамис.
През 2008 Титию участва в дебютния албум „Kleerup“ на шведския музикант Андреас Клееруп с песента „Longing for Lullabies“, достигнала седма позиция в Швеция.

## Албуми
- 1990: „Titiyo“
- 1993: „This Is Tityo“
- 1997: „Extended“
- 2001: „Come Along“
- 2004: „Best of Titiyo“
- 2006: „A Collection of Songs“ (Европейско издание на „Best of Titiyo“ със същите песни)
- 2008: „Hidden“